# Корнилов, Владимир Алексеевич
Влади́мир Алексе́евич Корни́лов (1 [13] февраля 1806, имение Ивановское Старицкого уезда Тверской губернии, по другим сведениям город Иркутск — 5 [17] октября 1854, Севастополь, Малахов курган) — русский морской деятель, начальник штаба Черноморского флота (1850—1854), вице-адмирал (02.10.1852), генерал-адъютант (02.10.1852). Герой покорения Кавказа и организатор обороны Севастополя (погиб на Малаховом кургане).

## Биография
Будущий знаменитый российский флотоводец родился в 1806 году в родовом имении Ивановское Старицкого уезда Тверской губернии, расположенном рядом с селом Рясня, также принадлежавшим роду Корниловых, в семье иркутского и тобольского губернатора Алексея Михайловича Корнилова и Александры Ефремовны Фан-дер-Флит. Место рождения точно не установлено. Отец Владимира был в то время иркутским губернатором и доподлинно не известно, уезжала ли его супруга на время рождения ребёнка в родовое имение. Впрочем, когда Корнилову понадобились документы о его рождении, он обращался в Тверь, а не в Иркутск.
В 1821 году был определён в Морской кадетский корпус, окончил его в 1823 году, получил чин мичмана и был направлен служить на Балтийский флот. В 1824 году ходил на фрегате «Малый» и шлюпе «Смирный». В 1825 году прикомандирован к Гвардейскому экипажу.

Весной 1827 года капитан 1-го ранга М. П. Лазарев включил его в команду 74-пушечного линейного корабля «Азов», направлявшегося в Средиземное море. В Наваринском сражении мичман Корнилов, командовал тремя орудиями нижнего дека, по словам Лазарева 
...был одним из самых деятельных, расторопных и исполнительных офицеров.

За отличие в сражении был награждён орденом Святой Анны 4-й степени, французским орденом Святого Людовика, английским орденом Бани и греческим орденом Спасителя. В 1828 году произведён в лейтенанты. До 1830 года служил на «Азове» в Средиземном море, по возвращении на родину Корнилову были вручены новые награды — орден Святой Анны 3-й степени и медаль «За турецкую войну»
За отличную усердную службу и деятельность в турецкую войну 1828—1829 годов.
В том же году последовало назначение на строящийся тендер «Лебедь», на котором провёл две кампании на Балтике. В январе 1833 года был переведён на Черноморский флот, служил на линейном корабле «Память Евстафия» офицером для особых поручений при командующем эскадрой контр-адмирале Лазареве. В том же году принял участие в Босфорской экспедиции, награждён орденом Святого Владимира 4-й степени и турецким золотым знаком отличия.

## На командных должностях
В 1834 году стал командиром брига «Фемистокл», который был направлен в Константинополь в распоряжение русской миссии в Турции. В 1835 году, выполняя поручения русского посла в Греции, познакомился там с живописцем К. П. Брюлловым и художником Г. Г. Гагариным. В Россию Брюллов и Гагарин возвращались на «Фемистокле». По пути Брюллов написал портрет Корнилова.
Весной 1835 года Корнилов был произведён в чин капитан-лейтенанта. В 1836 году принял командование корветом «Орест». За успешное командование награждён орденом Святого Станислава 3-й степени.

По прошествии менее двух лет Корнилов получил назначение на должность командира фрегата «Флора», строившегося на Николаевских верфях. 1 января 1838 года Корнилов был назначен командиром строящегося линейного корабля «Двенадцать Апостолов». По заведённому командующим Черноморским флотом Лазаревым порядку, командир корабля обязан был лично следить за его строительством. По инициативе Лазарева и Корнилова корабль «Двенадцать Апостолов» впервые в русском флоте был вооружён бомбическими орудиями. Корнилов разработал и издал ряд приказов, распоряжений и инструкций, касающихся всех сторон организации службы на корабле. Разработанный им распорядок службы был признан образцовым и введён Лазаревым на всех кораблях Черноморского флота. Лазарев дал высокую оценку кораблю «Двенадцать Апостолов»:
Решительно можно сказать, что другой подобный корабль едва ли в каком другом флоте есть.
Одновременно с участием в строительстве кораблей Корнилов выходил в плавания в должности начальника штаба эскадры Лазарева, готовил планы действия эскадры, разрабатывал задачи для каждого корабля, контролировал их выполнение. В 1838 году участвовал в высадке десанта на Кавказском побережье: разрабатывал план высадки и командовал половиной гребных судов при перевозке десанта с корабля на берег. За отличие при высадке десанта в устье реки Туапсе произведён в капитаны 2-го ранга. 
В 1839 году в переводе Корнилова вышла книга капитана английского флота Гласкока «Морская служба в Англии, или Руководство для морских офицеров всякого звания». В 1839 году участвовал в высадке десанта в устьях рек Субаши и Шахе, был награждён орденом Святой Анны 2-й степени. В 1840 году участвовал в боевых действиях в районе рек Туапсе и Псезуапе: в декабре, за большие заслуги в подготовке и высадке десантов на побережье Кавказа произведён в капитаны 1-го ранга.
В 1843 году составил проект руководства о сигнальных флагах и издал написанную им книгу «Штаты вооружения и запасного снабжения военных судов Черноморского флота всех рангов». За эту работу был награждён орденом Святого Станислава 2-й степени с императорской короной.
В 1842—1845 годах Корнилов находился в практических плаваниях на линейном корабле «Двенадцать Апостолов». За отличную службу 13 сентября 1845 года удостоен ордена Святого Владимира 3-й степени.
В 1846 году был командирован в Англию для заказа и наблюдения за постройкой пароходофрегата «Владимир» и для исполнения других поручений, знакомился с последними усовершенствованиями конструкций и механизмов паровых и железных судов на британских верфях. 17 октября 1848 года Корнилов на пароходофрегате «Владимир» прибыл на Одесский рейд. 6 декабря 1848 года произведён в контр-адмиралы.

В 1849 году Корнилов был представлен, а в 1850 году утверждён в должности начальника штаба Черноморского флота. В представлении Корнилова на эту должность командующий Черноморским флотом Лазарев писал:
Контр-адмиралов у нас много, но легко ли избрать такого, который соединил в себе и познания морского дела и просвещение настоящего времени, которому без опасения можно было бы в критических обстоятельствах доверить и честь флага и честь нации?
 На посту начальника штаба Черноморского флота Корнилов развил бурную деятельность: проводил практические учения отрядов кораблей, постоянные инспекторские смотры кораблей и портов, создал школу юнг Черноморского флота. 5 декабря 1850 года награждён орденом Святого Станислава 1-й степени.
 
В 1851 году, после смерти адмирала Лазарева, Корнилов стал фактическим командующим Черноморским флотом. Высочайшим Указом был включён в Свиту Его Императорского Величества. Вместе с императором Николаем I участвовал в смотрах флотов. 26 ноября 1851 года награждён орденом Святого Георгия 4-й степени (№ 8607). 2 октября 1852 года произведён в вице-адмиралы с назначением генерал-адъютантом.
В 1851—1852 годах Корнилов работал над проектом нового Морского устава.

## Крымская война
В феврале 1853 года Корнилов совершил переход из Одессы в Константинополь в свите чрезвычайного посла князя А. С. Меншикова и потом на пароходофрегате «Бессарабия» плавал в греческие воды для осмотра судов, находившихся на стоянке в иностранных портах. Имея свой флаг на корабле «Двенадцать Апостолов», выходил в море и производил на Севастопольском рейде разнообразные манёвры: атаку неприятельского флота, нападение на отдельные порты, взятие десантов и высадка их в помощь сухопутным береговым войскам. В мае Корниловым была составлена «Программа крейсерства между Босфором и Севастополем».
В начале Крымской войны командовал отрядом паровых кораблей. 5 ноября 1853 года пароходофрегат «Владимир» под флагом Корнилова атаковал 10-пушечный турецкий пароход «Перваз-Бахри». После трёхчасового боя «Перваз-Бахри» вынужден был спустить флаг. 28 ноября Корнилов награждён орденом Святого Владимира 2-й степени. Трофейный пароход «Перваз-Бахри» переименован в «Корнилов». В этом бою погиб лейтенант Г. И. Железнов, настойчивость которого, вероятно, и спасла жизнь Корнилову.
После высадки англо-французских войск в Евпатории и поражения русских войск на Альме, Корнилов получил приказ от главнокомандующего в Крыму князя Меншикова затопить корабли флота на севастопольском рейде, чтобы использовать матросов для обороны города с суши. 9 сентября 1854 года Корнилов собрал на совет флагманов и капитанов, где сказал им, что поскольку, из-за наступления вражеской армии положение Севастополя практически безнадежно, флот должен атаковать противника на море, невзирая на огромный численный и технический перевес врага. Пользуясь беспорядком в расположении английских и французских кораблей у мыса Лукулл, русский флот должен был напасть первым, навязав противнику абордажный бой, взрывая, если потребуется, свои корабли вместе с кораблями противника. Это бы позволило нанести вражескому флоту такие потери, что дальнейшие его операции были бы сорваны. Отдав приказ готовиться к выходу в море, Корнилов отправился к князю Меншикову и объявил тому своё решение дать бой. В ответ князь повторил отданное приказание — затопить корабли. Корнилов отказался повиноваться приказу. Тогда Меншиков распорядился отправить Корнилова в Николаев, а командование передать вице-адмиралу М. Н. Станюковичу.
Ответ Корнилова вошёл в историю:

«Остановитесь! Это — самоубийство… то, к чему вы меня принуждаете… но чтобы я оставил Севастополь, окружённый неприятелем — невозможно! Я готов повиноваться вам».
Корнилов организовал оборону Севастополя, где особо ярко проявился его талант как военного руководителя. Командуя гарнизоном в 7 тысяч человек, он показал пример умелой организации активной обороны. Корнилов по праву считается основоположником позиционных методов ведения войны (непрерывные вылазки обороняющихся, ночные поиски, минная война, тесное огневое взаимодействие кораблей и крепостной артиллерии).
Корнилов погиб на Малаховом кургане 5 октября 1854 года во время первой бомбардировки города англо-французскими войсками.
Погребён в севастопольском соборе Святого Владимира, в одном склепе с адмиралом М. П. Лазаревым. Позже в этом склепе были похоронены также П. С. Нахимов и В. И. Истомин. Из-за разрушения склепа в 1930-е годы потребовалось перезахоронение останков, которое состоялось в 1992 году.

## Награды
Российские:
- Орден Святой Анны 4-й степени (21.12.1827)

- Орден Святой Анны 3-й степени (01.07.1830)

- Орден Святого Владимира 4-й степени (01.10.1833)

- Орден Святого Станислава 2-й степени (22.09.1837)

- Орден Святой Анны 2-й степени (25.05.1839)
- Императорская корона к ордену Святого Станислава 2-й степени (18.07.1840)

- Императорская корона к ордену Святой Анны 2-й степени (06.12.1843)

- Орден Святого Владимира 3-й степени (13.09.1845)

- Орден Святого Станислава 1-й степени (05.12.1850)

- Орден Святого Георгия 4-й степени (26.11.1851)

- Орден Святого Владимира 2-й степени (28.11.1853)

Иностранные:
- Британский орден Бани (1827)

- Французский орден Святого Людовика (1827)

- Греческий орден Спасителя (1827)

## Семья
Жена (с 1837) — Елизавета Васильевна Новосильцова (1815—1880), дочь сенатора Василия Сергеевича Новосильцова (1784—1853) от брака его с Дарьей Ивановной Наумовой (1791—1826). По словам современницы, Новосильцов был мотом, он прожил своё и женино состояние. Дарья Ивановна с малолетними детьми была вынуждена жить у своей двоюродной сестры в крайней бедности. Дочери её были приняты за казённый счёт в институт, а по окончании его взяты богатым дядей, жившим в Петербурге. Младшая, Елизавета Васильевна, сделала особенно хорошую партию, выйдя замуж за героя Корнилова. 15 октября 1854 года была пожалована в кавалерственные дамы ордена Св. Екатерины (малого креста). Похоронена в семейной усыпальнице Корниловых на кладбище церкви Воскресения Христова в селе Рясня Старицкого уезда Тверской губернии.
Их дети: Алексей (родился в 1838 году), Александр (1841—1906), Владимир (родился в 1849), Екатерина (родилась в 1846 году), Наталья и Елизавета (1853—29.09.1863; умерла от сухотки в Женеве, похоронена там же).

## Память
Именем В. А. Корнилова названы:
- улица в (Новой) Москве (c 2013 года)[10];
- улица в Старице (с 2023 года)[11];
- бухта у полуострова Корея в Японском море (обследована в 1886 экипажем клипера «Крейсер», тогда же присвоено название)[12];
- мыс на Крымском полуострове (название присвоено в 1953 году)[12];
- центральная набережная в г. Севастополь;
- «Адмирал Корнилов» — русский бронепалубный крейсер;
- «Адмирал Корнилов» — недостроенный крейсер типа «Светлана»;
- «Адмирал Корнилов» — недостроенный крейсер проекта 68бис-ЗИФ;
- В Тверской области ежегодно проходят «Корниловские чтения», посвящённые его памяти[13].
- метро Корниловская в Москве (c конца 2024 года)

- Почтовая марка СССР из серии «Адмиралы России», посвящённая В. А. Корнилову, 1989, 5 копеек (ЦФА 6157, Скотт 5850a)
- Почтовая карточка России, 2006 год
- Памятник Корнилову на месте его смертельного ранения. Внизу справа матрос РИФ Пётр Кошка
- Памятный знак Корнилову в Севастополе, 2001 год
- Адмирал Корнилов на Памятнике «1000-летие России»
- Президент РФ Путин возле склепа адмиралов В. И. Истомина, М. П. Лазарева, В. А. Корнилова и П. С. Нахимова (2014)
- Бюст В. А. Корнилову на аллее Севастопольского парка в Днепре
- Памятник В. А. Корнилову в Старице